# Hadrian V
Hadrian V, również Adrian V (łac. Hadrianus V właśc. Ottobono Fieschi; ur. ok. 1215 w Genui, zm. 18 sierpnia 1276 w Viterbo) – papież w okresie od 11 lipca 1276 do 18 sierpnia 1276.

## Życiorys
Był bratankiem papieża Innocentego IV.
Studiował teologię w Paryżu, nic nie wiadomo jednak by uzyskał jakiś tytuł naukowy. Prawdopodobnie towarzyszył kardynałowi Ottone Tonengo w legacji do Anglii (1237–1241). Po wstąpieniu wuja na tron papieski uzyskał szereg beneficjów. Był kanonikiem kapituł w Paryżu (1244/5–1270) i Reims (1243), dziekanem kapituły w Piacenzy (1247), kanclerzem archidiecezji Reims (1243-1250) oraz archidiakonem Bolonii (1244), Parmy (1248–1255) i Reims (1250–1276), posiadał także szereg pomniejszych prebend.
Na przełomie 1251/52 jego wuj, Innocenty IV mianował go kardynałem-diakonem S. Adriano; począwszy od 6 lutego 1252 jego imię pojawia się wśród sygnatariuszy bulli papieskich. Był też archiprezbiterem bazyliki S. Maria Maggiore (1262–1276). W latach 1265–1268 działał jako legat papieski w Anglii. W Kolegium Kardynałów uchodził początkowo za zwolennika frakcji "angielskiej", tj. opowiadającej się za powierzeniem królestwa Sycylii, kandydatowi z Anglii, jednak po roku 1261 przeszedł na stronę Andegawenów. W 1264 przez krótki czas był gubernatorem Perugii. W 1272 został mianowany protektorem zakonu humiliatów.
Na Stolicę Piotrową wybrany został 11 lipca 1276; jednak jego pontyfikat był bardzo krótki, gdyż zmarł 18 sierpnia 1276, zanim doszło do jego konsekracji i koronacji. Jedynym aktem jego pontyfikatu było zawieszenie konstytucji Ubi periculum o konklawe.

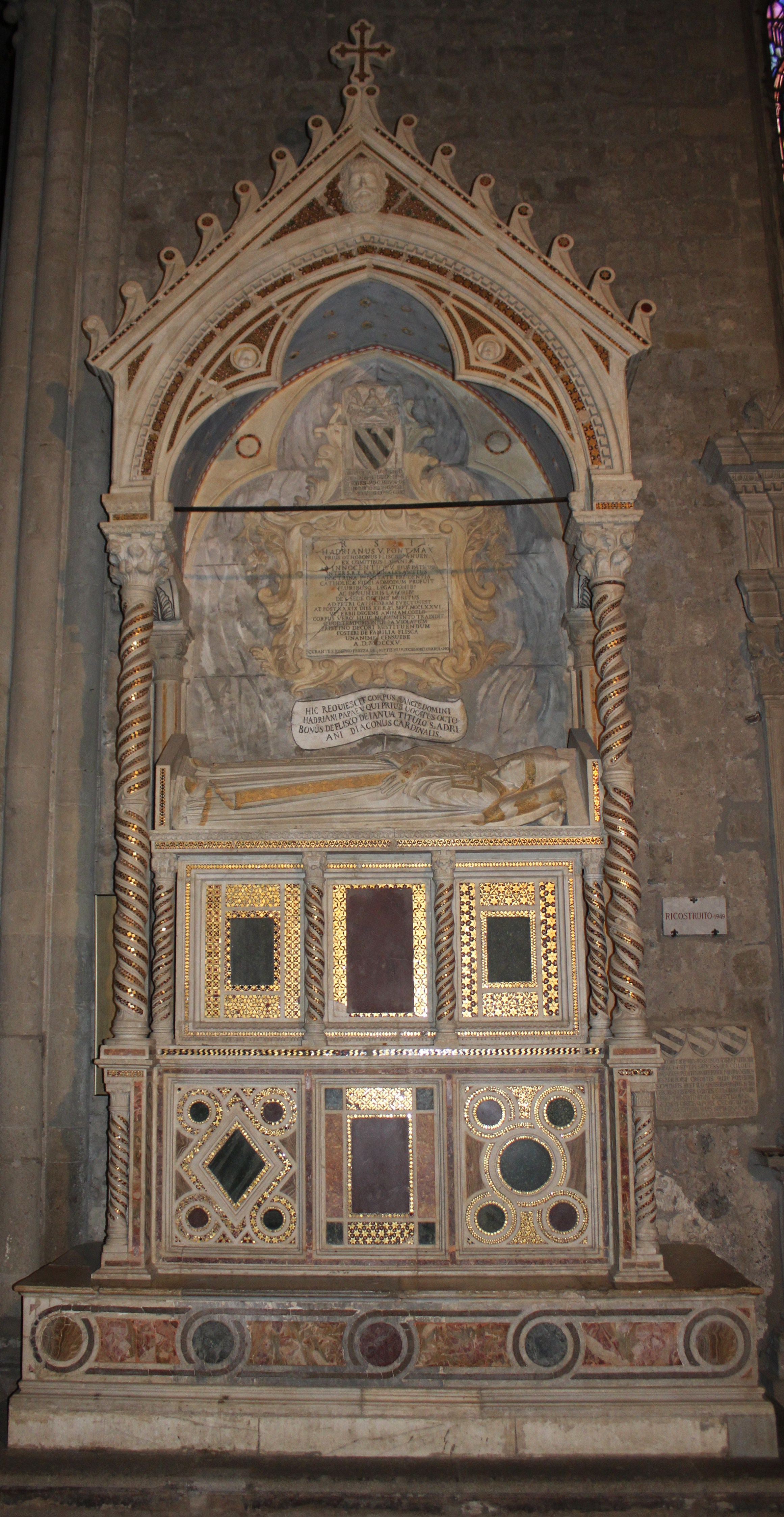
Grób Hadriana V

Hadrian V został pochowany w bazylice św. Franciszka w Viterbo. Jego grobowiec został wykonany przez florenckiego rzeźbiarza, Arnolfo di Cambio.